# Anargyrtes bolivari
Anargyrtes bolivari är en insektsart som beskrevs av Theodore Huntington Hubbell 1972. Anargyrtes bolivari ingår i släktet Anargyrtes och familjen grottvårtbitare. Inga underarter finns listade i Catalogue of Life.